# Félix B. Caignet
Félix Benjamín Caignet Salomón, más conocido como Félix B. Caignet, (31 de marzo de 1892 - 25 de mayo de 1976) fue un locutor, poeta, periodista, novelista y crítico teatral, compositor musical y cantante cubano. Es pionero de la radiodifusión en Cuba, y como uno de los creadores de las telenovelas latinoamericanas. 
Caignet creía que el público “asumía los sentimientos de uno u otro personaje que sufría y, sin ser consciente de ello, asociaba su propio dolor al del personaje ficticio, y lloraba con él o ella”. Era conocido por su habilidad para hacer llorar a las audiencias de radio. Escribió a propósito para hacer llorar a la gente, ya que se dio cuenta de que “muchos nacieron con el dolor y la miseria y el estilo narrativo de “hablar en metáforas ”.

## Vida
Félix B. Caignet nació en una plantación de café en Santa Rita de Burene, San Luis, en el oriente de Cuba . La pobreza obligó a la familia a trasladarse a Santiago de Cuba . Allí, Félix se expuso a los cuentacuentos ambulantes que hacían de las calles su hogar y se interesó por la escritura, primero con poemas sentimentales. A los 20 años se hizo periodista y comenzó a colaborar en la revista cultural Teatro Alegre.
El periódico El Diario de Cuba lo contrató en 1918 y en dos años tuvo su propia columna de teatro, “Vida teatral” con la firma de Salomón. Para 1920 también colaboraba en revistas y periódicos como El Fígaro, Bohemia y El Sol bajo una serie de firmas. Los periodistas de la época a menudo se protegían de represalias, oficiales o no oficiales, mediante el uso de seudónimos. Caignet en varias ocasiones se firmó a sí mismo como Doña To Masa (Sra. All Dough), Miss T. Riosa (Miss T. Rious) y AL Khan Ford (Mr. Cam Phor), entre muchos otros.
En 1925 publica el cuento infantil “Las aventuras de Chilín y Bebita en el país azul”.
Escribió otros cuentos para niños y, a principios de la década de 1930, los difundió por radio en el primer programa radial infantil de Cuba, “Buenas tardes, muchachitos” en la emisora CMKC del Grupo Catalán. Algunas de estas historias fueron inventadas en el aire.
El estilo de historia episódica y de suspenso de Caignet, aprendido de los narradores itinerantes de su infancia, se adaptaba bien a la radio. Adaptó “Las aventuras de Chilín y Bebita en el país azul” como un serial para radio llamado “Chilín y Bebita” y realizaba sus propias encuestas de oyentes saliendo a la calle a preguntar a la gente sobre el programa. A partir de esto se hizo una idea de cuántas personas escuchaban el programa y qué pensaban del desarrollo de la trama. Al concentrarse en las partes de la historia que más le gustaban a la gente, aumentó la popularidad de la serie y cambió el nombre de “Chilín y Bebita” a “Chilín, Bebita y el enanito Coliflor”.
También compositor de canciones infantiles, su canción “El Ratoncito Miguel” fue utilizada como recaudador de fondos en la lucha contra el régimen del presidente Gerardo Machado . La canción se interpretó varias veces en el Teatro Rialto de Santiago de Cuba en 1932 hasta que fue prohibida y arrestado Caignet. Encarcelado durante tres días, fue liberado cuando sus seguidores, incluidos niños, se manifestaron frente al cuartel Moncada. Caignet cosechó un gran éxito en 1934 con los dramas policiacos de “Chan Li Po”, retransmitidos por el CMKD del Palacio de la Torre. Caignet actuó como narrador de la serie. El primer episodio, “La serpiente roja”, contó con la participación de Aníbal de Mar y Nenita Viera.

### La Habana
Se muda a La Habana, tomó trabajo con el millonario Desiderio Parreño, quien lo contrató para pintar piedras, llamadas “cromolitos”, para su finca en San Miguel de los Baños, Matanzas, mientras buscaba trabajo en la capital. Presentó su serie Chan Li Po, pero las estaciones de radio no sintieron que atraería a la audiencia de la capitalina.
El único trabajo que pudo encontrar fue recitar y cantar con la emisora CMQ, ya fuera solo o a dúo con Carmelina Pérez o Rita Montaner. Finalmente, Radiodifusión O´Shea emitió una prueba de emisión de “Chan Li Po, interpretado por el gran actor Aníbal de Mar y la Serpiente Roja”, narrada por Marcelo Agudo y protagonizada por Mercedes Díaz y Carlos Badías. Se convirtió en el programa más escuchado de la época.
Siete meses después, Caignet fue contratado por la firma Ypana y se mudó a la Argentina . De regreso a Cuba en 1938, puso al aire una nueva temporada de Chan Li Po con COCO Radio. El programa funcionó con gran éxito hasta 1941. Otros dramas y adaptaciones suyas también convocaron a gran audiencia, como “Aladino y la lámpara maravillosa” (Aladdin and the Wonderful Lamp, 1941), El ladrón de Bagdad (The Thief of Bagdad, 1946), Peor que las víboras (Worse than Vipers, 1946), todas retransmitidas por RHC Cadena Azul.
Circuito CMQ SA emitió El precio de una vida (The Price of a Life, 1944), Ángeles de la calle (Street Angels, 1948), Pobre juventud (Poor Youth, 1957) y La madre de todos (The Mother of Us All, 1958).
Circuito CMQ SA también produjo el drama más popular de Caignet, “El derecho de nacer”, que relata las tristes historias de Albertico Limonta y Mamá Dolores. Salió al aire  el 1 de abril de 1948, con las estrellas María Valero y Carlos Badías, rápidamente desplazó a “La Novela del aire” de RHC Cadena Azul como el programa más popular. A RHC Cadena Azul le habían ofrecido “El derecho de nacer”, pero lo rechazó debido a lo polémico del tema.

## Muerte
Félix B. Caignet murió en La Habana el 25 de mayo de 1976 a los 84 años, por causas naturales. Su cuerpo fue enterrado en La Habana hasta que sus restos fueron trasladados a Santiago de Cuba en 1992 para honrar su deseo de “Descansar junto a mis padres, frente a las lomas del Caney.”

## Películas
Tras su éxito radial, algunas de las historias más conocidas de Caignet fueron llevadas al cine: La Serpiente Roja, 1937, fue la primera película cubana con sonido, El derecho de nacer fue filmada en 1952 por el director mexicano Zacarías Gómez Urquiza con Jorge Mistral y Gloria Marín como protagonistas. Películas posteriores basadas en las historias de Caignet incluyeron Ángeles de la calle (Ángeles de la calle), Los que no deben nacer (Los que no deberían nacer), La mujer que se vendió (La mujer que traicionó), Mujer o fiera (Mujer o bestia ), Morir para vivir (To die to live) y La fuerza de los humildes (La fuerza de los humildes).

## Canciones
De las muchas canciones populares de Félix B. Caignet, las dos más conocidas son Frutas del Caney y Te odio, cantada por el Trío Matamoros y por Rita Montaner y Barbarito Diez con Antonio María Romeu. banda de La canción fue versionada (traducida) en los Estados Unidos por Bing Crosby

## Poemas y novelas
Caignet también escribió poemas y novelas, lo que le valió la reputación de ser uno de los creadores del movimiento afrocubanista ( afrocubano ), además de escribir varias canciones populares.

## Crítica
A pesar de ser inmensamente popular entre el público, Caignet fue tratado con dureza por los críticos que condenaron su trabajo por sus metáforas mixtas, tramas ridículas y sentimentalismo desgarrador. También era conocido por cobrar más que cualquier otra personalidad de la radio, lo que generó envidia entre sus colegas.

## Influencia
Félix B. Caignet fue una influencia para el escritor colombiano y ganador del Premio Nobel Gabriel García Márquez .

## Discografía
- http://victor.library.ucsb.edu/index.php/talent/detail/45163/Caignet_Flix_B. _compositor Félix B. Caignet Discografía

## enlaces externos
- Article Title[Usurped!] Félix B. Caignet Biography
- https://web.archive.org/web/20120629212830/http://www.granma.cu/ingles/culture-i/26abril-FelixBCaignet.html Félix B. Caignet Biography